# Marina Solopova
Marina Solopova est une joueuse lituanienne de basket-ball née le 13 février 1990 à Klaipėda.

## Biographie
En 2010-2011, elle se révèle en Euroligue avec Kaunas (11,7 points de moyenne en 21 minutes de jeu en 13 matches, à 43,3 % de réussite dont 35,4 % à trois points et 2,2 rebonds) avec notamment 28 points face à Tarbes, au point qu'elle est débauchée pour les quarts de finale par le club polonais de Kosice face à Bourges, avant de revenir finir la saison à Kaunas. La FIBA la désigne parmi les cinq meilleures jeunes joueuses européennes de 2010 dont Nika Baric, qui remporte le trophée, avec Alina Iahoupova, Olesia Malachenko et Sabīne Niedola.
Elle est la leader de l'équipe nationale des moins de 20 ans à l'Euro 2010. Après un rôle mineur en 2010, elle est de nouveau sélectionnée avec l'équipe nationale lituanienne sélectionnée au Championnat d'Europe 2011.
En championnat lituanien, dont elle dispute 22 matches, elle brille avec 26,3 points à 52 % et 40 % à trois points, 4 rebonds, 3,4 passes, mais décide de poursuivre sa carrière en France à Saint-Amand. À Saint-Amand, elle réalise une saison très correcte avec 10,6 points et 2,6 rebonds de moyenne. Elle aide ensuite l'équipe nationale lituanienne à se qualifier pour l'Euro 2013 avec 9,4 points, 2,5 rebonds et 1,6 passe décisive. Puis elle rejoint le promu Edremit Belediyesi dans la ligue turque. Elle revient l'année suivante en Lituanie pour disputer l'Euroligue 2013-2014 à Kibirkstis-VICI pour 6,2 points et 2,3 rebonds. Durant l'été 2014, elle participe aux qualifications pour l'Euro 2015 pour 7,5 points, 2,7 passes décisives et 1,8 rebond avec l'équipe nationale lituanienne puis signe pour la nouvelle saison avec KK Fortūna Klaipėda, club lituaninen qualifié pour l'Eurocoupe 2014-2015. En avril 2020, après une saison écourtée par la pandémie de Covid-19 (9,9 points à 38% de réussite aux tirs (38% à 2-points et à 3-points), 3,8 rebonds et 1,7 passe décisive pour 9,5 d'évaluation moyenne en 28 minutes de jeu), elle n'est pas prolongée par le club amandinois.